# Окабэ, Таканобу
Такано́бу Ока́бэ (яп. 岡部 孝信 Окабе Таканобу, род. 26 октября 1970, Симокава, Япония) — японский прыгун с трамплина, олимпийский чемпион 1998 года в команде, чемпион мира 1995 года в личном первенстве.

## Карьера
Дебют японца в Кубке мира состоялся 16 декабря 1989 года на этапе, прошедшем в японском Саппоро. Первый успех пришёл к японцу лишь через 4 года. На этапе кубка мира 1992-93 в норвежском Лиллехамере японец стал вторым вслед за норвежцем Эспеном Бредесеном, а уже менее чем через месяц японец в составе сборной стал победителем командных соревнований на этапе кубка мира, проходившем в Планице на знаменитой Летальнице.
В 1994 году на олимпийских играх в Лиллехамере при участии Окабэ японской сборной удалось завоевать серебряные медали в командных соревнованиях. В следующем году на чемпионате мира в Тандер-Бэй Таканобу выигрывает две медали: золотую в индивидуальных соревнованиях на нормальном трамплине и бронзу в командных соревнованиях.
В сезоне 1996/97 японец занимает 4-е место в общем зачете Кубка мира и Турне четырёх трамплинов, одержав 3 победы на этапах Кубка. В следующем сезоне Таканобу вместе со сборной становится олимпийским чемпионом на Играх в Нагано в 1998 году, а также занимает 6-е место в соревнованиях на большом трамплине.
В дальнейшем Таканобу смог дважды стать призёром чемпионата мира в командном первенстве в Саппоро и Либереце. 10 марта 2009 года в возрасте 38 лет и 135 дней японец одержал свою последнюю победу в Кубке мира, став самым возрастным победителем этапов Кубка. Был рекордсменом вплоть до 11 января 2014 года, когда его достижение перекрыл соотечественник Нориаки Касай, победивший в возрасте 41 года и 218 дней.

### Таканобу Окабэ на зимних Олимпийских играх
| Олимпийские игры | Нормальный трамплин | Большой трамплин | Команда |
| ---------------- | ------------------- | ---------------- | ------- |
| 1994 Лиллехаммер | 9                   | 4                |         |
| 1998 Нагано      | —                   | 6                |         |
| 2006 Турин       | 23                  | 8                | 6       |

### Победы Таканобу Окабэ на этапах Кубка мира
| Сезон   | Дата           | Место проведения |
| ------- | -------------- | ---------------- |
| 1996-97 | 7 декабря 1996 | Куусамо          |
| 1996-97 | 8 февраля 1997 | Тауплиц (SF)     |
| 1996-97 | 22 марта 1997  | Планица (SF)     |
| 1997-98 | 1 марта 1998   | Викерсунд (SF)   |
| 2008-09 | 10 марта 2009  | Куопио           |